# Джиоев, Арсен Таймуразович
Арсен Таймуразович Джиоев (род. 31 октября 2002, Владикавказ) — российский футболист, нападающий клуба КДВ.

## Карьера

### «Алания»
Воспитанник футбольной академии московского «Динамо». В начале 2018 года футболист присоединился к владикавказскому «Спартаку-2», где продолжил выступать на юношеском уровне. В августе 2018 года футболист снова вернулся в московское «Динамо». В клубе футболист продолжал выступать за юношеские и молодёжную команды. В январе 2021 года футболист перешёл во владикавказскую «Аланию», отправившись в распоряжение второй команды клуба. Дебютировал за клуб футболист 1 августа 2021 года в матче против махачкалинского «Динамо», выйдя на замену на 56 минуте. В ноябре 2021 года футболист впервые попал в заявку на матчи основной команды клуба, однако остался на скамейке запасных. По итогу сезона футболист вместе с клубом завершил чемпионат на итоговом предпоследнем месте в своей группе. по окончании сезона футболист покинул владикавказский клуб.

### «Коломна»
В августе 2022 года футболист на правах свободного агента присоединился к клубу «Коломна», подписав контракт до конца сезона. Дебютировал за клуб футболист 6 августа 2022 года в матче против ногинского «Знамени», выйдя на замену на 77 минуте. Дебютным забитым голом за клуб футболист отличился 4 сентября 2022 года в матче против долгопрудного «Космоса». Своим первым забитым дублем за клуб футболист отличился 10 ноября 2022 года в матче против клуба «СКА-Хабаровск-2». В следующем матче 13 ноября 2022 года против владивостокского «Динамо» футболист отличился очередным забитым дублем. По итогу сезона футболист вместе с клубом завершил чемпионат в своей группе на итоговом восьмом месте. На протяжении сезона футболист выступал за клуб в роли одного из ключевых игроков, отличившись 7 забитыми голами и 3 голевыми передачами. По окончании сезона футболист покинул клуб.

### «Знамя Труда»
В июле 2023 года футболист на правах свободного агента присоединился к клубу «Знамя Труда», подписав контракт до конца сезона. Дебютировал за клуб футболист 22 июля 2023 года в матче против владимирского «Торпедо», выйдя на поле в стартовом составе и отличившись также своими дебютными забитым голом и результативной передачей. Своим первым забитым хет-триком за клуб футболист отличился 7 сентября 2023 года в матче против клуба «Родина-М». В матче 5 ноября 2023 года против петербургского клуба «Зенит-2» футболист отличился забитым дублем. По итогу сезона футболист вместе с клубом завершил чемпионат на итоговом тринадцатом месте в своей группе. На протяжении сезона футболист выступал за клуб в роли одного из ключевых игроков, отличившись 10 забитыми голами и 2 голевыми передачами, став лучшим бомбардиром клуба, а также третьим в чемпионате. По окончании сезона футболист покинул клуб.

### «Нафтан»
В феврале 2024 года футболист на правах свободного агента перешёл в белорусский «Нафтан», подписав контракт до конца сезона. Дебютировал за клуб футболист 16 марта 2024 года в матче против гродненского «Немана», выйдя на поле в стартовом составе и отличившись дебютной результативной передачей. На протяжении первой половины сезона футболист выступал за новополоцкий клуб в преимущественно в роли игрока замены, отличившись своей единственной голевой передачей. В июле 2024 года футболист покинул клуб, расторгнув контракт по соглашению сторон.

### «Сокол» Казань
В августе 2024 года футболист на правах свободного агента присоединился к казанскому «Соколу», подписав контракт до конца сезона. Дебютировал за клуб футболист 11 августа 2024 года в матче против казанского клуба «Рубин-2», выйдя на поле в начале второго тайма, также отличившись своими дебютными забитым голом и голевой передачей. Своим первым в сезоне забитым дублем за клуб футболист отличился 12 октября 2024 года в матче против барнаульского «Динамо». По итогу сезона футболист вместе с клубом завершил чемпионат на итоговом четвёртом месте в своей группе. На протяжении сезона футболист выступал за казанский клуб в роли одного из ключевых игроков, отличившись 5 забитыми голами и голевой передачей. По окончании сезона футболист покинул клуб в связи с окончанием срока действия контракта.

### КДВ
В феврале 2025 года футболист на правах свободного агента присоединился к кыргызстанскому клубу «Алай», который покинул ещё до начала сезона. В марте 2025 года футболист на правах свободного агента присоединился к российскому клубу КДВ, подписав контракт до коцна сезона. Дебютировал за клуб футболист 12 апреля 2025 года в матче против казанского клуба «Рубин-2»Э, выйдя на замену на 86 минуте. Дебютным забитым голом за клуб футболист отличился 18 мая 2025 года в матче против клуба «Челябинск-2».